# Youssoufia (província)
Youssoufia é uma província de Marrocos que faz parte da região de Marraquexe-Safim, tendo como capital a cidade de Youssoufia. Tem uma área de 2.919 km² e uma população de 251.943 habitantes (em 2014).

## Limites
Os limites da província são:
- Norte com a província de Rehamna.[4]
- Leste com a prefeitura de Marrakech.[4]
- Sul com a província de Chichaoua.[4]
- Oeste com a província de Safim.[4]

## História
A província de Youssoufia foi criada em 2009 quando a província de Safim foi dividida em duas.  Antes de 2015 a província pertencia a região de Doukala-Abda, passando a partir de 2015 a pertencer a região de Marraquexe-Safi.

## Geografia

### Relevo
O perfil paisagístico é montanhoso com altitudes médias de 300 a 400 m.

### Clima
Região de clima ameno e ensolarado, com verões quentes e secos (maio a novembro) e invernos úmidos e temperados (dezembro a abril).

## Demografia
Em 2014 a província tinha 251.943 habitantes, dos quais 100.883 habitantes viviam em áreas urbanas e 151.060 em áreas rurais.

## Organização administrativa
A província está dividida em 2 Municípios e 2 círculos (que por sua vez se dividem em 9 comunas).

### Os Municípios
Os municípios são divisões de carácter urbano.
| Municípios | Área (em km²) | Habitantes (em 2014) |
| ---------- | ------------- | -------------------- |
| Youssoufia | 23,70         | 67.628               |
| Echemmaia  | 34,14         | 24.303               |

### Os Círculos
Os círculos são divisões de caracter rural, que por sua vez se dividem em comunas.
| Círculos   | Habitantes (em 2014) | comunas                                             |
| ---------- | -------------------- | --------------------------------------------------- |
| Ahmar      | 83.473               | Ighoud, Jdour, Jnane Bouih, Sidi Chiker             |
| Al Gantour | 76.539               | Atiamim, El Gantour, Esbiaat, Lakhoualqa,Ras El Ain |

#### As Comunas
As comunas são divisões de carácter rural, que se agrupam em círculos.
| Comuna      | Círculo    | Habitantes (em 2014) |
| ----------- | ---------- | -------------------- |
| Ighoud      | Ahmar      | 22.870               |
| Sidi Chiker | Ahmar      | 20.658               |
| Jdour       | Ahmar      | 20.239               |
| Jnane Bouih | Ahmar      | 19.706               |
| Ras El Ain  | Al Gantour | 19.614               |
| El Gantour  | Al Gantour | 18.544               |
| Lakhoualqa  | Al Gantour | 16.375               |
| Esbiaat     | Al Gantour | 14.986               |
| Atiamim     | Al Gantour | 7.020                |

##### Principais povoações nas comunas
As principais povoações nas comunas são:
| Povoação   | Comuna     | Habitantes (em 2014) |
| ---------- | ---------- | -------------------- |
| Sidi Ahmed | El Gantour | 7.126                |
| Ighoud     | Ighoud     | 1.826                |

## Economia
A província é o segundo centro de mineração de fosfato de Marrocos.

## Pontos de interesse
As principais atrações turísticas da província são a Reserva Real da Gazela, o Lago Zima, a região de Hmmer e a Mesquita e Mausoléu Sidi Chiker.

## Referencias
1. ↑  «MONOGRAPHIE DE LA REGION MARRAKECH-SAFI». www.equipement.gov.ma. Consultado em 14 de junho de 2022
2. ↑  «LA PROVINCE EN CHIFFRE – indh-youssoufia» (em francês). Consultado em 12 de junho de 2024
3. ↑  «Le Territoire De La Région Marrakech-Safi». www.regionmarrakech-safi.ma (em francês). 29 de abril de 2022. Consultado em 4 de junho de 2024
4. 1 2 3 4  Ouhedda, Hadda. «PRESENTATION DE LA REGION DE MARRAKECH-SAFI». Le site de la Direction Régionale de Marrakech - Safi (em francês). Consultado em 5 de junho de 2024
5. ↑  «ATLAS CARTHOGRAPHIQUE RESSORT TERRITORIAL AGENCE URBAINE SAFI-YOUSSOUFIA» (PDF). pdfprof.com. Consultado em 12 de junho de 2024
6. ↑  DIRECTION REGIONALE DOUKALA-ABDA (2013). «Monographie de la région Doukala-abda 2013». Consultado em 12 de junho de 2024
7. ↑  Chambre de Commerce, d’Industrie et de Services Safi et Youssoufia (2014). «SAFI ET YOUSSOUFIA EN CHIFFRES» (PDF). Consultado em 12 de junho de 2024
8. 1 2  Ministère de l’Equipement et de l’Eau. «Monographie de la province de Youssoufia». www.equipement.gov.ma. Consultado em 6 de junho de 2024
9. 1 2 3 4 5 6 7 8 9 10 11  Haut Commissariat au Plan, Direction Provinciale du Plan de Safi (2015). «Population légale des régions, provinces, préfectures, municipalités, arrondissements et communes du royaume d'après les résultats du RGPH 2014 (16 régions)». www.hcp.ma. Consultado em 3 de maio de 2024
10. 1 2  «Marrakech - Safi (Morocco): Urban Communes and Urban Centers in Provinces and Prefectures - Population Statistics, Charts and Map». www.citypopulation.de. Consultado em 13 de junho de 2024
11. ↑  Ahmed, Moufti (3 de julho de 2019). «Characterization of the Youssoufia-Morocco-MineFluoride-Contaminated Water and Their Detrimental Effects on Human Health». IntechOpen (em inglês). ISBN 978-1-83968-063-2. Consultado em 6 de junho de 2024
12. ↑  «Conseil Regional du Tourisme DOUKKALA-ABDA...». web.archive.org. 2 de agosto de 2011. Consultado em 12 de junho de 2024